# Greg Hoglund
Pour les articles homonymes, voir Hoglund.
Greg Hoglund (né Michael Gregory Hoglund) est un chercheur américain en sécurité des systèmes d’information (SSI) qui a publié plusieurs articles et plusieurs livres sur les attaques informatiques. Il est régulièrement conférencier à différents congrès sur la SSI. Hoglund a attiré l'attention des médias lorsqu'il a exposé le fonctionnement du logiciel Warden de Blizzard Entertainment.
En 2011, il est surtout connu comme fondateur de HBGary, une firme offrant des services de SSI, vandalisée par des hackers s'appelant Anonymous. Le vol de ses courriels a montré qu'il se prêtait à des activités légalement et éthiquement répréhensibles,.
Hoglund a fondé plusieurs compagnies qui sont encore en activité en mars 2011 :
- HBGary, Inc.[5]
- Cenzic, Inc. (connue auparavant sous le titre ClickToSecure, Inc.[6]) qui se spécialise dans les applications de sécurité web pour les sociétés du Fortune 500[7]
- Bugscan, Inc. a mis au point un logiciel capable de scruter un logiciel pour y déceler des failles de sécurité sans connaître son code source. Société acquise en 2004 par LogicLibrary, Inc.[8].

Hoglund a aussi fondé et anime « rootkit.com »(Archive.org • Wikiwix • Archive.is • Google • Que faire ?) (consulté le 14 avril 2013), un site web dédié aux rootkits.

## Publications
- (en) Exploiting Online Games: Cheating Massively Distributed Systems, Addison–Wesley, 2007.  (ISBN 0132271915)[9],[10]
- (en) Rootkits: Subverting the Windows Kernel, Addison-Wesley, 2005.  (ISBN 0321294319)[11]
- (en) Exploiting Software: How to Break Code, Addison-Wesley, 2004,  (ISBN 0201786958)[12],[13]